# Léonie Yangba Zowe
Léonie Yangba Zowe ou Zoe née le 5 juin 1948 à Ouasselegue Quango en Oubangui-Chari et décédée le 21 août 2023 à Villejuif en France, était une réalisatrice, productrice et scénariste centrafricaine.

## Biographie
Yangba Zowe étudie  les sciences sociales et l'anthropologie visuelle à Paris,. Elle soutient une thèse sur les femmes dans l’œuvre cinématographique du cinéaste nigérien Oumarou Ganda.
Ses films en super 8, réalisés avec le soutien du ministère français de la Coopération, documentent les danses et rituels centrafricains. Deux de ses documentaires sont projetés au Festival international du film de femmes de Créteil en 1989.

## Films
- 1985 : Yangba bolo
- 1985 : Lengue
- 1986 : N'Zalé
- 1987 : Paroles de sages